# Pezzolo (Russi)
Pezzolo (Pzuòl in romagnolo) è una frazione del comune di Russi, situata 5 km a sud del capoluogo, sede del quartiere omonimo. Il centro abitato ha una popolazione di 44 persone, mentre nel territorio della frazione vivono 200 abitanti.

## Geografia fisica

### Territorio
La frazione si trova nella pianura romagnola a metà tra il fiume Montone, il fiume di Forlì, e il Lamone, il fiume di Faenza, nel punto in cui questi due fiumi sono più vicini tra loro nel percorso verso il mare. Il fiume Montone costituisce in questo punto anche il confine tra le province di Forlì e Ravenna. .
I confini
“Il vicolo Placci e una parte di via Case Vento, separano Pezzolo da San Sebastiano in Chiesuola. È questo il limite meridionale della nostra parrocchia”. (…)
“Con la parrocchia di Santa Maria in Prada il confine di ponente è segnato dalla via Viazza e dallo scolo Via Cupa.”. 
“Via Chiarantane , via Chiesuola, via Molinaccio, via dei Martiri e lo scolo Pisinello separano a settentrione la nostra Pezzolo dal territorio della chiesa arcipretale di Sant'Apollinare, la parrocchia di Russi”. “Lo scolo Via Cupa fa da confine a levante fra Pezzolo e Chiesuola prima, San Pancrazio poi”.

## Il significato del nome
Il significato del nome Pezzolo può essere ricercato in diverse ragioni: “probabilmente la radice va ricercata in Podium, piccolo rialzo del terreno, oppure seguendo Guido Laghi, azzardiamo un'altra ipotesi: piccolo appezzamento di terreno, o poderetto, petiol, dal latino gallico pettiol, pethia, pethl, petiolo, pezzolo.
Come ricorda Gavelli, si tratta solo di ipotesi. “D'altra parte, la forma dialettale di Pzuòl non ci viene assolutamente in aiuto”.
Se prendiamo in considerazione l'ipotesi che trova nel podium l'origine del nome, oggi il paesaggio non l'avallerebbe, anche se la morfologia della zona è cambiata nel corso dei secoli come testimoniano i ritrovamenti della Villa Romana nelle vicinanze della località.
Due quindi le ipotesi principali sull'etimologia del nome, una concentrazione di appezzamenti di terreno e la trasmissione, evolutasi e cambiata nei secoli delle scritture censitarie della curia.
Due sono le principali ipotesi avanzate sull'origine del nome di Pezzolo, il Gavelli trova nell'archivio di Sant'Apollinare Nuovo di Ravenna tracce di questo nome dal 1290.
Il nome appare dapprima Puzolo, poi Villa Pezzoli, poi ancora nel 1380 Pecolo, Penzolo nel 1460 fino al 1600 dove infine appare Pezzolo.
“Questi mutamenti a breve distanza di anni, rivelati nei rapporti delle visite pastorali del XVI secolo, si giustificano con l'approssimazione di chi, incaricato diocesano, e quindi forestiero, doveva raccogliere in loco, e magari tradurre dal dialetto, il nome di una località non ancora consegnata al meccanismo burocratico.

## Storia
Origine della chiesa, della località e del nome
“La leggenda popolare ci racconta che un contadino mentre stava lavorando il campo con le mucche e il vomere, con il coltro dell'aratro urtò un sasso spaccandolo in due. Dalla rottura cominciò a uscire sangue.”
La popolazione gridando al miracolo, stando alla leggenda, fondò in questa località la chiesa.
Gavelli continua chiedendosi se l'accadimento ha nel racconto un sostegno di realtà “l'unica testimonianza che ricordi l'episodio sono due grossi sassi posti nelle due nicchie sul retro dell'altare maggiore”.

## Cultura

### Manifestazioni
Sagra di ottobre (quarta domenica di ottobre)
Negli anni '50 oltre alle messe solenni celebrate per l'occasione il paese faceva festa con giochi come la pentolaccia e a seguire negli anni la cuccagna.
Nel 1976 viene introdotta una gincana motoristica. 
Dal 1982 fino ad oggi si è mantenuta viva e fervida la tradizione dell'auto cross,  una gincana con vecchie automobili. Col passare delle edizioni anche le vetture sono diventate più specifiche per l'uso, adottando via via gomme da neve, paraurti in ferro e colorazioni sgargianti.
Festa d'e' Mutor (seconda domenica di giugno)
La Festa d'e' Mutor è la manifestazione principale per numero di partecipanti dell'anno.
Ha preso il via nel 2001, presentando oltre al motocross in notturna il Tractor Pulling.
Nelle edizioni della Festa d'e' Mutor, che rimane in calendario nel secondo fine settimana di giugno, si è arrivati ad allungare la manifestazione dal venerdì sera al lunedì sera, proponendo in ogni giornata diverse discipline, tutte regolarmente “a motore” su tracciati di terra: Ape cross, Speedway, Motocross, Freestyle, Autocross, Motocross d'epoca, Vespa cross, Ciao Cross, Tractor Pulling.

## Economia
L'attività prevalente è quella agricola, in particolare frutticola.

## Sport

### Associazioni sportive
- Pezzolo Pulling Team
- Magnaromagna